# Nicki Parrott
Nicki Parrott es una vocalista y bajista de jazz nacida en Australia.

## Formación
Parrott empezó por aprender piano cuando tenía cuatro años y luego aprendió flauta. Cuando tenía quince años, comenzó a tocar el contrabajo. Después de graduarse de la escuela secundaria, estudió en el Conservatorio de Música de Nueva Gales del Sur en Sydney, Australia. Mientras estaba en el conservatorio, actuó con los músicos australianos Dale Barlow y Mike Nock y con los músicos estadounidenses Chuck Findley y Bobby Shew. 

## Carrera
Se trasladó a Nueva York en 1994 y continuó su formación en el contrabajo con Rufus Reid.  Entre sus profesores también se encontraban Ray Brown y John Clayton. Durante varios años tocó el bajo y cantó coros en una banda de R&B en Manhattan. Formó un trío con John Tropea y David Spinozza.  En 2000, se convirtió en la bajista del legendario Les Paul en las actuaciones semanales de su trío en un club de Manhattan. Apareció en dos documentales sobre Paul: Chasing Sound y Thank You, Les. 
Parrott grabó su primer álbum, Awabakal Suite (2001), con su hermana, Lisa Parrott. También tuvo papeles en Broadway en los musicales Jekyll &amp; Hyde y You're a Good Man, Charlie Brown. Su primer álbum en solitario, Moon River, fue lanzado en 2008 y consistía en estándares de jazz.  Ha grabado álbumes de tributo a Burt Bacharach, Nat King Cole, Doris Day, Blossom Dearie, Peggy Lee y los Carpenters. 

## Discografía

### Como líder
- Awabakal Suite with Lisa Parrott (Monkey Pants, 2004)
- Moon River (Venus, 2007)
- People Will Say We're in Love with Rossano Sportiello (Arbors, 2007)
- Do It Again with Rossano Sportiello (Arbors, 2009)
- Fly Me to the Moon (Venus, 2009)
- Black Coffee (Venus, 2010)
- Can't Take My Eyes Off You (Venus, 2011)
- Like a Lover with Ken Peplowski (Venus, 2011)
- Sakura Sakura (Venus, 2012)
- Summertime (Venus, 2012)
- Autumn Leaves (Venus, 2012)
- Winter Wonderland (Venus, 2012)
- Live at the Jazz Corner with Rossano Sportiello, Eddie Metz (Arbors, 2012)
- The Last Time I Saw Paris (Venus, 2013)
- The Look of Love (Venus, 2014)
- Angel Eyes (Venus, 2014)
- It's a Good Day with Rossano Sportiello, Eddie Metz (Arbors, 2014)
- Sentimental Journey (Venus, 2015)
- Two Songbirds of a Feather with Rebecca Kilgore (Arbors, 2015)
- From Joplin to Jobim with Engelbert Wrobel, Paolo Alderighi, Stephanie Trick (Wrobel, 2016)
- Yesterday Once More: The Carpenters Song Book (Venus, 2016)
- Strictly Confidential with Rossano Sportiello, Eddie Metz (Arbors, 2016)
- Dear Blossom (Arbors, 2017)
- Unforgettable (Venus, 2017)
- Mambo to Tango (Wrobel, 2018)
- Close to You (Venus, 2018)
- Stompin' at the Savoy: A Tribute To Ella & Louis with Byron Stripling (Venus, 2018)
- New York to Paris (Arbors, 2019)[4]
- If You Could Read My Mind (Arbors, 2021)

### Como invitada
Con David Krakauer
- A New Hot One (Label Bleu, 2000)
- The Twelve Tribes (Label Bleu, 2002)
- Live in Krakow (Label Bleu, 2003)
- Bubbemeises (Label Bleu, 2005)

Con Chuck Redd
- For George, Cole, and Duke (Blue Heron, 2014)
- Groove City (Dalphine, 2018)

Con otros
- Muriel Anderson, Wildcat (2005)
- Johnny Frigo, Johnny Frigo's DNA Exposed! (Arbors, 2001)
- Skitch Henderson & Bucky Pizzarelli, Legends (Arbors, 2003)
- Rebecca Kilgore, The Music of Jimmy Van Heusen (Jump, 2005)
- Ken Peplowski, Sunrise (Arbors, 2018)
- Randy Sandke - Unconventional Wisdom (Arbors, 2008)
- Antti Sarpila, We'd Like New York...In June! (Arbors, 2009)
- Derek Smith, High Energy (Arbors, 2001)
- Warren Vaché-John Allred Quintet, Jubilation (Arbors, 2008)
- Johnny Varro, All That Jazz (Arbors, 2001)
- Deborah Weisz, Grace (Va Wah, 2005)
- John Wetton, Les Paul and His Trio, New York Minute (2015)
- Rachel Z, First Time Ever I Saw Your Face (2003)